# Раковачки поток
Раковачки поток је водени ток на Фрушкој гори, десна је притока Дунава, дужине 4,3km, површине слива 8,6km².
Настаје у насељу Стари Раковац спајањем Великог и Малог потока који дренирају северне падине Фрушке горе. Велики поток (2,5km) извире испод Змајевца, а Мали поток (2,4km) испод Граца (470 м.н.в.). Раковачки поток тече у правцу севера кроз насеље Нови Раковац, након чега се улива у Дунав наспрам аде Мачков пруд. Амплитуде протицаја крећу се од 14 л/с до 28 m³/с. У изворишном делу налази се каменолом Стари мајдан. Целу дужину тока прати пут који повезује насеља Нови Раковац и Стари Раковац са Врдником, на јужним падинама Фрушке горе.